# Trần Mạnh (thiếu tướng)
Trần Mạnh (1928-1992) là một tướng lĩnh trong Quân đội nhân dân Việt Nam, hàm Thiếu tướng Không quân, nguyên Tổng cục trưởng Tổng cục Hàng không dân dụng Việt Nam, Phó Tư lệnh Quân chủng Không quân, Tham mưu phó Quân chủng Phòng không Không quân

## Thân thế và sự nghiệp
Ông tên thật là Mai Cao Đa, sinh ngày 1 tháng 5 năm 1928, quê ở xã Bình Hoà, huyện Bình Khê, tỉnh Bình Định.
Trong Cách mạng tháng 8, ông gia nhập Đoàn Thanh niên cứu quốc rồi sau đó chuyển sang làm cán bộ quân sự tại Sài Gòn, Chợ Lớn (9.1945).
Tháng 12 năm 1946, ông được cử đi học Trường Quân chính Khu 8 Nam Bộ rồi sau đó tham gia chiến đấu trên khắp các chiến trường Nam Bộ.
Ông trưởng thành từ Chính trị viên cấp Trung đội, Đại đội đến Tiểu đoàn (trưc thuộc Trung đoàn 109) của Khu 8 rồi được cử vào Tỉnh ủy Trà Vinh.
Năm 1953, ông được lệnh ra Bắc (năm 1954 tới nơi) rồi được cử đi học tại Trường Lục quân (khóa 9, 9.1954).
Tháng 2 năm 1956, ông là Chủ nhiệm Giáo dục Sư đoàn 305
Tháng 2 năm 1957, Chính ủy Trung đoàn 556, Sư đoàn 330
Tháng 3 năm 1959, ông đi học tại Trường Văn hoá Quân đội rồi đi học Không quân tại Trường Không quân Trung Quốc.
Tháng 2 năm 1964, ông về nước và được cử giữ chức vụ Trung đoàn phó Trung đoàn Không quân 921
Từ tháng 6 năm 1966 là Trung đoàn trưởng Trung đoàn Không quân 921, rồi Sư đoàn trưởng sư đoàn không quân 371.
Tháng 4 năm 1969, Tham mưu trưởng Binh chủng Không quân trực thuộc Quân chủng Phòng không Không quân
Tháng 11 năm 1969, Phó Tư lệnh Binh chủng Không quân
Tháng 6 năm 1974, Tham mưu phó Quân chủng Phòng không Không quân.
Tháng 2 năm 1976, ông chuyển sang làm Tổng cục phó Tổng cục Hàng không dân dụng Việt Nam
Tháng 12 năm 1977, Phó Tư lệnh Quân chủng Không quân
Tháng 11 năm 1980, Tổng cục trưởng Tổng cục Hàng không Dân dụng Việt Nam
- Thiếu tướng (3.1986).

• Tháng 4 năm 1990, ông nghỉ hưu
• Ông mất năm 1992 tại thành phố Hồ Chí Minh.

## Khen thưởng
- Huân chương Quân công (hạng Nhì, Ba)
- Huân chương Chiến công (hạng Nhì, Ba)
- Huân chương Chiến thắng chống Pháp hạng Nhì
- Huân chương Kháng chiến chống Mỹ hạng Nhất
- Huân chương Chiến sĩ vẻ vang (hạng Nhất, Nhì, Ba)
- Huy chương Quân kỳ quyết thắng
- Huy chương Vì sự nghiệp Hàng không Việt Nam
- Huy hiệu 40 năm tuổi Đảng.

## Gia đình
Ông có hai người con trai, người con lớn là Mai Tuấn Anh hiện là TGĐ công ty TNHH MTV kỹ thuật máy bay (VAECO)
Người con thứ 2 là Mai Tuấn Tú trước đây là kỹ sư tin học của VPKVMN - Vietnam Airlines và hiện nay là thành viên HĐQT của ITD Group